# 博納姆敦 (新澤西州)
博納姆敦（英語：Bonhamtown）是位於美國新澤西州米德爾塞克斯縣的非建制地區。

## 地理
博納姆敦所處的海拔為高於海平面22米（即72英呎），而該地所採用的時區為UTC-5，即北美东部时区（EST）。同時該地設有夏令時間，為UTC-5調快一小時，即UTC-4（EDT）。